# Wikipédia en gan
Wikipédia en gan (en gan : 贛語維基百科 [Pha̍k-oa-chhi]) est l’édition de Wikipédia en gan, langue chinoise parlée principalement au Jiangxi en Chine. L'édition est lancée le 26 mai 2008,,,,. Son code est : gan.
Au 20 mars 2025, l'édition en gan contient 6 760 articles et compte 49 889 contributeurs, dont 26 contributeurs actifs et 2 administrateurs.

## Présentation

Aire de diffusion des langues chinoises.
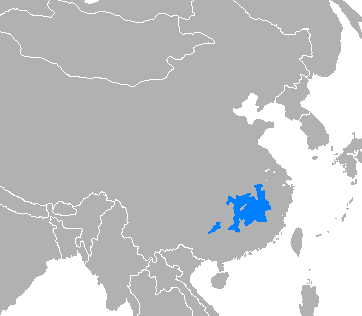
Aire de diffusion du gan.

## Statistiques
- En février 2009, l'édition en gan compte quelque 2 100 articles et 1 700 utilisateurs enregistrés.
- Le 2 octobre 2022, elle contient 6 491 articles et compte 38 839 contributeurs, dont 16 contributeurs actifs et 1 administrateur.
- Le 2 septembre 2024, elle contient 6 750 articles et compte 47 056 contributeurs, dont 25 contributeurs actifs et 2 administrateurs.